# Happier (Marshmello e Bastille)
Happier è un singolo del DJ statunitense Marshmello e del gruppo musicale britannico Bastille, pubblicato il 17 agosto 2018.

## Video musicale
Il video musicale è stato reso disponibile il 24 settembre 2018 attraverso il canale YouTube del DJ. Il video musicale si concentra su una bambina vittima di bullismo successivamente anche da adulta (interpretata da Miranda Cosgrove) che soffre per la perdita del proprio cane, suo unico vero amico d'adolescenza, regalatole durante la sua festa di compleanno da suo padre quando era bambina insieme a un fiocco giallo. Alla fine del video la donna, passati 20 anni dalla perdita del cane, organizza una festa di compleanno per sua figlia e suo padre regala alla nipote un cane con un fiocco rosso ripetendo così la sua storia.

## Tracce
Testi e musiche di Steve Mac, Dan Smith e Marshmello.
Download digitale
1. Happier – 3:34

Download digitale – Remixes EP
1. Happier (Frank Walker Remix) – 3:16
2. Happier (Breathe Carolina Remix) – 2:38
3. Happier (SPENCE Remix) – 3:15
4. Happier (Blanke Remix) – 3:21

Download digitale – Stripped
1. Happier (Stripped) – 4:10

Download digitale – Remixes Pt. 2 EP
1. Happier (Jauz Remix) – 4:03
2. Happier (Svdden Death Remix) – 4:48
3. Happier (West Coast Massive Remix) – 3:28
4. Happier (Matt Medved Remix) – 2:50
5. Happier (Hikeii Remix) – 3:06
6. Happier (Tim Gunter Remix) – 3:31

CD (Europa)
1. Happier – 3:34
2. Happier (Breathe Carolina Remix) – 2:38

7" (Stati Uniti)
- Lato A

1. Happier – 3:34

- Lato B

1. Happier (Stripped) – 4:10

Download digitale – Slowed + Reverb
1. Happier (Slowed + Reverb) – 4:00
2. Happier (Sped Up) – 3:07
3. Happier – 3:34

## Formazione
- Marshmello – produzione
- Dan Smith – voce
- Steve Mac – produzione vocale
- Manny Marroquin – missaggio
- Chris Galland – assistenza tecnica
- Robin Florent – assistenza al missaggio
- Scott Desmarais – assistenza al missaggio
- Michelle Mancini – mastering

## Classifiche

### Classifiche settimanali
| Classifica (2018-19) | Posizione massima |
| -------------------- | ----------------- |
| Australia            | 2                 |
| Austria              | 5                 |
| Belgio (Fiandre)     | 7                 |
| Belgio (Vallonia)    | 5                 |
| Canada               | 2                 |
| Croazia              | 6                 |
| Danimarca            | 9                 |
| Estonia              | 7                 |
| Finlandia            | 19                |
| Francia              | 24                |
| Germania             | 9                 |
| Grecia               | 9                 |
| Irlanda              | 2                 |
| Islanda              | 16                |
| Italia               | 11                |
| Lettonia             | 5                 |
| Lituania             | 5                 |
| Libano               | 1                 |
| Lussemburgo          | 6                 |
| Malaysia             | 3                 |
| Norvegia             | 7                 |
| Nuova Zelanda        | 3                 |
| Paesi Bassi          | 5                 |
| Polonia              | 57                |
| Portogallo           | 5                 |
| Regno Unito          | 2                 |
| Repubblica Ceca      | 5                 |
| Romania              | 18                |
| Singapore            | 1                 |
| Slovacchia           | 7                 |
| Slovenia             | 5                 |
| Spagna               | 34                |
| Stati Uniti          | 2                 |
| Svezia               | 4                 |
| Svizzera             | 10                |
| Ungheria             | 5                 |

### Classifiche di fine anno
| Classifica (2018) | Posizione |
| ----------------- | --------- |
| Australia         | 33        |
| Austria           | 29        |
| Belgio (Fiandre)  | 56        |
| Belgio (Vallonia) | 70        |
| Canada            | 68        |
| Croazia           | 89        |
| Danimarca         | 68        |
| Estonia           | 64        |
| Germania          | 78        |
| Paesi Bassi       | 43        |
| Regno Unito       | 62        |
| Stati Uniti       | 80        |
| Svezia            | 53        |
| Svizzera          | 64        |
| Ungheria          | 22        |
| Classifica (2019) | Posizione |
| Australia         | 21        |
| Belgio (Fiandre)  | 43        |
| Belgio (Vallonia) | 82        |
| Canada            | 5         |
| Danimarca         | 64        |
| Francia           | 127       |
| Germania          | 80        |
| Italia            | 52        |
| Lettonia          | 39        |
| Nuova Zelanda     | 24        |
| Paesi Bassi       | 91        |
| Portogallo        | 31        |
| Regno Unito       | 37        |
| Romania           | 82        |
| Slovenia          | 41        |
| Stati Uniti       | 6         |
| Svezia            | 58        |
| Svizzera          | 48        |
| Ungheria          | 23        |
| Classifica (2020) | Posizione |
| Portogallo        | 171       |

### Classifiche di fine decennio
| Classifica (2010-19) | Posizione |
| -------------------- | --------- |
| Stati Uniti          | 33        |